# Schoenobiblus amazonicus
Espèce
Classification APG III (2009)
Schoenobiblus amazonicus est une espèce d'arbre de la famille des Thymelaeaceae, endémique du Venezuela.

## Description
Daphnopsis nevlingiana peut atteindre six mètres de hauteur.

## Habitat
L'espèce se rencontre entre 100 et 200 mètres d'altitude dans la forêt tropicale humide.

## Distribution
L'espèce est endémique de l'État d'Amazonas au Venezuela, le long de la route entre Puerto Ayacucho et Samariapo.